# Authentic Science Fiction
Authentic Science Fiction fue una revista británica de ciencia ficción publicada durante la década de 1950, con ochenta y cinco números y bajo la dirección de tres editores: Gordon Landsborough, H.J. Campbell, y E.C. Tubb. La revista fue publicada por Hamilton and Co. y comenzó a imprimirse en 1951 como una serie de novelas de periodicidad quincenal; para el verano se había convertido en una revista mensual, con cartas de lectores y una página editorial, aunque el contenido de ficción siguió restringido a una sola novela por número. En 1952 comenzaron a publicarse historias cortas de ficción junto con las novelas, y dos años más tarde ya se había completado su transformación a una revista exclusivamente de ciencia ficción. 
No se publicaron obras de ficción muy importantes ni trascendentales en Authentic, con la excepción de The Rose de Charles L. Harness, la cual sería posteriormente muy aclamada por la crítica. La escasa remuneración que se otorgaba a los escritores (£1 por cada mil palabras) no lograba atraer a los mejores autores. Durante gran parte de su trayectoria compitió además con otras tres revistas británicas de ciencia ficción moderadamente exitosas, y con el mercado de revistas de ciencia ficción de los Estados Unidos. Hamilton canceló la revista en octubre de 1957, debido a que necesitaba dinero para financiar la compra de los derechos de publicación en Gran Bretaña de una novela superventas de Estados Unidos. 

## Historia

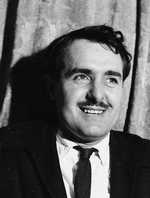
Gordon Landsborough, primer editor de la revista.

Hacia 1950, en Estados Unidos ya se habían publicado revistas de ciencia ficción con mucho éxito durante más de veinte años, pero no se había progresado mucho en el campo en Gran Bretaña. Las obras británicas de ciencia ficción se publicaban en formato de libros de tapa blanda, en vez de revistas; en los Estados Unidos era al revés. Aparecieron varias revistas que publicaron muy pocos números, tanto antes como después de la guerra. John Spencer fundó cuatro revistas juveniles de muy baja calidad en 1950, que continuaron hasta mediados de la década, mientras que una revista, New Worlds, ha sobrevivido desde 1946. Desde 1939, la editorial Atlas reimprimía Astounding Science Fiction, una de las revistas de ciencia ficción más vendidas de los Estados Unidos. Durante la guerra, los contenidos solían cortarse mucho, y la publicación no era regular, pero lograban venderse cuarenta mil copias al mes. Esta particularidad fue suficiente para atraer la atención de Hamilton & Co., una casa editorial británica en busca de nuevos mercados.
En 1949, Hamilton contrató a Gordon Landsborough como director. Landsborough hizo todo lo posible por mejorar la calidad de las obras de ciencia ficción que publicaba, y se le permitió ofrecer £ 1 por cada mil palabras de material seleccionado. Hamilton también contrató a H.J. Campbell para que se desempeñase como editor técnico. Campbell era un londinense fanático de la ciencia ficción, que había comenzado a trabajar en la Hulton Press (encargada de la publicación del exitoso cómic Eagle) para crear una revista de ciencia ficción, pero el proyecto había sido abandonado antes de llegar a la imprenta.
Para comienzos de 1951, las obras de ciencia ficción de Hamilton se publicaban cada dos semanas. El 1 de enero de 1951, Hamilton publicó Mushroom Men from Mars, de Lee Stanton, un seudónimo de Richard Conroy. Se añadió un cartel en la base de la portada, en el cual decía «Authentic Science Fiction Series» (Series auténticas de Ciencia Ficción); se utilizó el mismo cartel en la novela publicada el 15 de enero, Reconnoitre Krellig II, de Jon J. Deegan, también un seudónimo, en esta ocasión de Robert G. Sharp. Con el siguiente libro, Gold Men of Aureus de Roy Sheldon, Landsborough cambió el título a «Science Fiction Fortnightly No. 3» (Ciencia ficción quincenal número 3), pensando que el título ayudaría a aumentar las ventas. Además del título, se insertó un índice (el cual incluyó la fecha y el número de la revista), una columna de opinión, un editorial, y una publicidad para suscripciones. Según Landsborough, la única función del cartel era la de indicarle el contenido de la revista a los lectores, pero combinado con los otros cambios la apariencia se volvió mucho más parecida a la de una revista.  Estos cambios establecieron la secuencia en las mentes de los lectores y los coleccionistas, y determinaron en forma retroactiva que Mushroom Men from Mars había sido el primero de la serie: en las primeras dos ediciones no se había escrito el número. El tercer número también fue el primero que llevó los nombres de los editores:  Landsborough utilizó el seudónimo L.G. Holmes («Holmes» era su segundo nombre) para su trabajo como editor de la revista.
En apariencia, el título ayudó a incrementar las ventas: Landsborough comentó subsecuentemente que mientras los otros títulos de Hamilton vendían quizás quince mil copias, Authentic conseguía vender treinta mil. Después de que se establecieron los carteles, Hamilton propuso lanzar una revista mensual de ciencia ficción. A Landsborough le preocupaba el volumen de trabajo, y también pensaba que sería muy difícil conseguir suficiente material bueno; Hamilton se negó a incrementar la paga, la cual no era lo suficientemente alta como para atraer a las mejores historias. Sin embargo, se cerró el trato, y Authentic pasó a ser una revista semanal en formato de tapa blanda, con una sola novela y una editorial breve en cada número, además de una historia corta ocasional. El octavo número fue el último que se publicó con frecuencia quincenal. Los números desde el noveno hasta el duodécimo se titularon «Science Fiction Monthly» (Ciencia ficción mensual) en el pie de página de la portada. A mediados de 1951, Landsborough abandonó a Hamilton, y Campbell lo reemplazó como editor de Authentic desde el decimotercer número, el cual fue también el primero en que el título se cambió a «Authentic Science Fiction».
Bajo la dirección de Campbell Authentic creció en cierta forma, y continuó su transformación a una revista, con escritos adicionales no pertenecientes a la ficción, e historias ficticias cortas que se sumaron a la novela principal de cada número. Hamilton también fundó una compañía de libros de ciencia ficción en formato de tapa blanda, Panther Books, la cual se convertiría en una de las líderes del mercado de la ciencia ficción en Gran Bretaña. Hacia 1953 el mercado británico de la ciencia ficción atravesó una metamorfosis similar a la que se estaba llevando a cabo de forma simultánea en los Estados Unidos: los mercados de baja calidad no tenían éxito, y el resultado fue un mercado reducido pero activo, con cuatro revistas principales: Authentic, New Worlds, Science Fantasy, y Nebula Science Fiction.
A finales del año 1955 Campbell decidió abandonar su trabajo como editor para dedicarse de lleno a su carrera científica como investigador químico. E.C. Tubb lo reemplazó en el número de febrero de 1956 y continuó en su cargo hasta que se dejó de publicar la revista. Tubb contribuyó con una gran cantidad de material en la revista bajo varios seudónimos; en ocasiones se encargó de escribir más de la mitad del contenido ficticio en un mismo número, y más tarde dijo que Campbell, para contratarlo, le había dicho «como prácticamente la estás escribiendo [a la revista], también podrás editarla».
La calidad del material publicado por Tubb fue «pésimo», en las palabras del historiador especializado en ciencia ficción Michael Ashley, e incluyó muchas historias que anteriormente habían sido rechazadas por Campbell: podía reconocerlas porque Campbell había llevado un registro de todas las contribuciones. Una historia fue rechazada porque era un plagio de otra que había aparecido doce años atrás en Astounding Science Fiction. La tasa total y general de las publicaciones que Tubb aceptaba fue una de cada veintiuna. Como resultado, le resultó difícil mantener alta la calidad de la revista, y varias veces se vio obligado a escribir él mismo utilizando seudónimos para rellenar un número.
A principios de 1957, Tubb persuadió a Hamilton de que cambiase el tamaño de la revista (que en ese momento era de bolsillo) a un formato mediano, con la esperanza de que esto lograría mejorar la visibilidad de la revista en sus puestos de ventas. La circulación creció, con alrededor de catorce mil copias por mes, un número sorprendentemente bajo en comparación a la afirmación de Landsborough de que Authentic había vendido treinta mil copias en sus primeros días. Sin embargo, más tarde en el mismo año, Hamilton tomó la decisión de invertir una suma fuerte para obtener los derechos en el Reino Unido de un superventas de Estados Unidos: no se sabe con seguridad de qué libro se trató, pero se cree que pudo ser The Blackboard Jungle de Evan Hunter. Hamilton ya no podía gastar dinero en la publicación de Authentic, por lo que en el verano boreal de 1957 Tubb recibió la orden de que en dos meses debería cerrar la revista. Se dedicó a imprimir las historias por las que ya había pagado y publicó el último número en octubre de 1957.

## Contenido y recepción

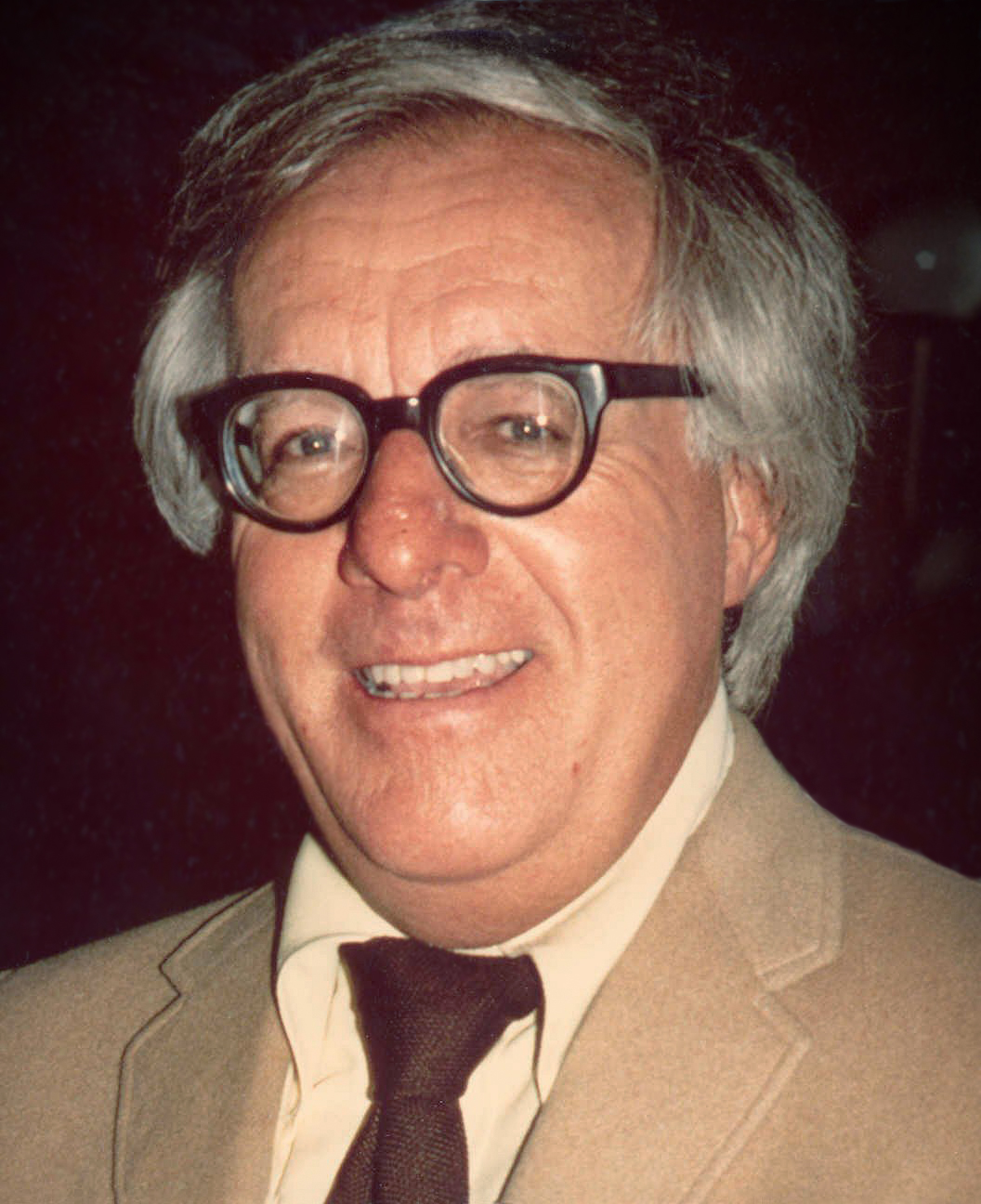
En el número 29, se incluyó la historia corta «Welcome, Brothers!» del famoso escritor Ray Bradbury.

Durante los primeros veinticinco números, Authentic incluyó una novela completa en cada número, pero ninguna otra obra de ficción, aunque sí hubo varios departamentos de no-ficción tales como «Projectiles» (cartas de lectores), un editorial, críticas a libros, críticas de los fanáticos, artículos relacionados con la ciencia, juegos de preguntas y respuestas y columnas de noticias. En el número 26, de octubre de 1952, se publicó la primera emisión de Frontier Legion, una serie escrita por Sydney J. Bounds. En el número 29, una historia corta, «Welcome, Brothers!» de Ray Bradbury y la cuarta parte de «Frontier Legion» acompañaron a la novela de longitud completa Immortal's Playthings por William F. Temple. La serie se extendió por seis números, abarcando más de una docena de páginas en cada emisión; finalmente se completó en el número 31.
Con el número 36 (de agosto de 1953), el texto de la tapa cambió. En lugar de promocionar una «novela de longitud completa», comenzó a anunciar una «historia de longitud completa»; la «historia especial», como se la llamaba en el índice, seguía siendo la pieza de ficción más extensa de cada número, pero ya no tenía necesariamente la longitud de una novela. En el número 41, por ejemplo, apareció la historia «The Phoenix Nest» de Richard deMille como la historia principal, con menos de cuarenta páginas de texto. Finalmente, en el número 60 (de agosto de 1955), se removió la palabra «especial» del índice, y con ella se eliminó el último vestigio de los orígenes de la revista, cuando era una serie de novelas de ciencia ficción.
Las primeras novelas que publicó Hamilton tuvieron una calidad por lo general baja. Michael Ashley dijo que la historia incluida en el primer número, Mushroom Men of Mars de Lee Stanton, tenía «una calidad abismal», y que la tercera, «Gold Men of Aureus» de Roy Sheldon era «atroz». Sin embargo, Campbell contribuyó con algunas obras mejores, como Phantom Moon, también de Roy Sheldon, publicada como parte del sexto número el 15 de marzo de 1951; la primera novela que publicó con su verdadero nombre fue World in a Test Tube, aparecida en el octavo número, del 15 de abril del mismo año. Continuó escribiendo para la revista incluso después de convertirse en el editor; su trabajo fue descrito como «apto para disfrutarse» pese a no ser «especialmente sofisticado». Tubb también fue un contribuyente regular. La mayoría de las veces usó nombres falsos, porque, según Landsborough, Hamilton pensaba que así evitaba que los autores fuesen reconocidos por un seudónimo y que, una vez famosos, trabajasen para otro editor.
Los escritores que más frecuentemente publicaron sus obras en la revista fueron Sydney J. Bounds, William F. Temple, Bryan Berry y Ken Bulmer. A principios de 1953, Authentic comenzó a incluir material que ya había sido publicado en los Estados Unidos; esta práctica cesó ese mismo año, pero volvió a comenzar en 1956. Se reimprimió material de personas muy reconocidas, como Isaac Asimov, cuya historia «Ideals Die Hard», escrita en 1951, se incluyó en el número 78 en marzo de 1957. Otros personajes reconocidos que figuraron en Authentic fueron Brian Aldiss y John Brunner. Campbell había fomentado artículos sobre ciencia cuando ejerció como director, pero con la llegada de Tubb esta clase de artículos fue eliminándose poco a poco.
Probablemente, la historia más notable que se publicó en Authentic fue «The Rose» de Charles L. Harness, incluida en el número publicado en marzo de 1953. Más allá de las obras ya mencionadas, en Authentic se publicaron muy pocos escritos de renombre: los escritores de la «Encyclopedia of SF» (Enciclopedia de ciencia ficción), Peter Nicholls y John Clute, comentaron que en la revista «raramente se publicaban historias de primer nivel», resaltando en especial «The Rose» de Harness. David Kyle, en su libro Pictorial History of Science Fiction, declaró que Campbell mejoró la revista, haciéndola «extraordinariamente buena», y la opinión del experto en ciencia ficción Donald Tuck fue que finalmente alcanzó «un buen nivel», pero según Michael Ashley, la revista «perdió tristemente su originalidad», e incluyó obras ficticias que eran «estereotipadas y forzadas; esto se debía a que con frecuencia Campbell tenía que apoyarse siempre en el mismo grupito de escritores para cubrir la cuota de ficción de la revista».
Las ilustraciones de la portada eran al principio muy pobres: el primer número ha sido descrito como «la versión británica de la revista Pulp en su estado más infantil», pero desde mediados de 1953 comenzaron a mejorarse. Josh Kirby, quien más tarde sería muy reconocido por su trabajo en Mundodisco, contribuyó con siete portadas, desde el número 61 en septiembre de 1955. También hubo varias tapas con temáticas relacionadas con la astronomía; estaban claramente influenciadas por el artista estadounidense Chesley Bonestell y tuvieron bastante éxito.

## Detalles bibliográficos
Authentic presentó el tamaño de un libro de bolsillo (18,4×12 centímetros) durante casi todo el tiempo que duró su edición. Cambió a un tamaño mayor (19×13 centímetros) para los últimos ocho números. La numeración de las revistas fue consecutiva desde la primera hasta la número 85, sin ediciones especiales de colección. El primer número se imprimió el 1 de enero de 1951 y los siete que le siguieron se publicaron el día 1 y el 15 de cada mes. Desde el noveno número hasta el último, Authentic mantuvo una tirada regular mensual; la fecha de la publicación cada mes fue, según lo especificado en las revistas, el día 15 de cada mes desde el número nueve hasta el 73; a partir de allí sólo se incluyó la fecha con el mes y el año.
El precio inicial fue de 1/6 (un chelín con seis peniques); el precio aumentó a dos chelines desde el número sesenta, de febrero de 1955, y se mantuvo igual hasta el último número. En las primeras ediciones no se utilizaron ilustraciones interiores y sólo se incluyó una novela; comenzaron a incluirse ilustraciones desde el número veintinueve. Tubb anunció en el número 85, el cual sería el último, que había descartado todas las ilustraciones interiores.
El título de la revista cambió varias veces:
| Números | Fechas                                     | Título                                    |
| ------- | ------------------------------------------ | ----------------------------------------- |
| 1–2     | 1 de enero de 1951 – 15 de enero de 1951   | Authentic Science Fiction Series          |
| 3–8     | 1 de febrero de 1951 – 15 de abril de 1951 | Science Fiction Fortnightly               |
| 9–12    | Mayo de 1951 – agosto de 1951              | Science Fiction Monthly                   |
| 13–28   | Septiembre de 1951 – diciembre de 1952     | Authentic Science Fiction                 |
| 29–67   | Enero de 1953 – abril de 1956              | Authentic Science Fiction Monthly         |
| 69–85   | Mayo de 1956 – octubre de 1957             | Authentic Science Fiction on the masthead |

Los primeros seis números tuvieron 132 páginas; entre el séptimo y el vigésimo quinto, la cantidad de páginas descendió a 116, y en el vigésimo sexto volvieron a publicarse 132. La portada de las revistas se mantuvo siempre prácticamente igual, con pequeños cambios. Desde el número 29 se introdujo en la imagen de la portada una «L» invertida de color amarillo, y el número de páginas aumentó a 148. En un nuevo diseño de la portada para el número 39 se removió la «L» invertida, y volvió a crecer el número de páginas, a 164 desde el número 47. El diseño de la portada volvió a variar con el tiempo, con diferentes fuentes en el título; el número de páginas volvió al original, 132, en el número 57, y aumentó a 164 desde el 60 hasta el 77, el último que tuvo el formato de un libro de bolsillo. Todos los números publicados en el tamaño expandido contaron con 132 páginas.
Los editores fueron:
- L.G. Holmes (seudónimo de Gordon Landsborough), del número 1al 27 (27 números)
- H.J. Campbell, del número 28 al 65 (38 números)
- E.C. Tubb, del número 66 al 85 (20 números)